# 6167 Нарманський
6167 Нарманський (6167 Narmanskij) — астероїд головного поясу, відкритий 27 серпня 1979 року.
Тіссеранів параметр щодо Юпітера — 3,499.